# La hija de un ladrón
Pour plus de détails, voir Fiche technique et Distribution.
La hija de un ladrón est un film espagnol réalisé par Belén Funes, sorti en 2019.

## Synopsis
Sara doit gérer son handicap (elle est sourde d'une oreille), trouver de l'argent pour son bébé et s'occuper de son frère alors que son père a été emprisonné.

## Fiche technique
- Titre : La hija de un ladrón
- Réalisation : Belén Funes
- Scénario : Marçal Cebrian et Belén Funes
- Photographie : Neus Ollé
- Montage : Bernat Aragonés
- Production : Antonio Chavarrías
- Société de production : Oberón Cinematográfica, BTeam Pictures, Movistar+, Televisió de Catalunya et Televisión Española
- Pays :  Espagne
- Genre : Drame
- Durée : 102 minutes
- Dates de sortie : 
  - Espagne : 29 novembre 2019

## Distribution
- Greta Fernández : Sara
- Eduard Fernández : Manuel
- Àlex Monner : Dani
- Tomás Martín : Martín
- Adela Silvestre : Noe
- Borja Espinosa : Borja
- Frank Feys : Marcel
- Cristina Blanco : Adri
- Anabel Moreno : Flora
- Daniel Medrán : Ramón
- Manuel Mateos : Carlos
- Eloy Álvarez : Eloy
- Anna Alarcón : Laura
- Silvia de la Rosa : Lesly
- Màrcia Cisteró : Mireia

## Distinctions
Le film a été nommé pour deux prix Goya et a remporté le prix du meilleur nouveau réalisateur.